# Улица Толстого (Симферополь)
Улица Толстого — улица в центральном районе Симферополя. Названа в честь писателя Льва Толстого. Общая протяжённость — 1,52 км.

## Расположение
Улица берёт начало от Троллейбусной улицы. Заканчивается улица Толстого переходом в улицу Маяковского. Общая протяжённость улицы составляет 1,52 км. Пересекается улицами Александра Невского, Долгоруковской, Карла Маркса, Казанской, Горького и Гоголя.

## История

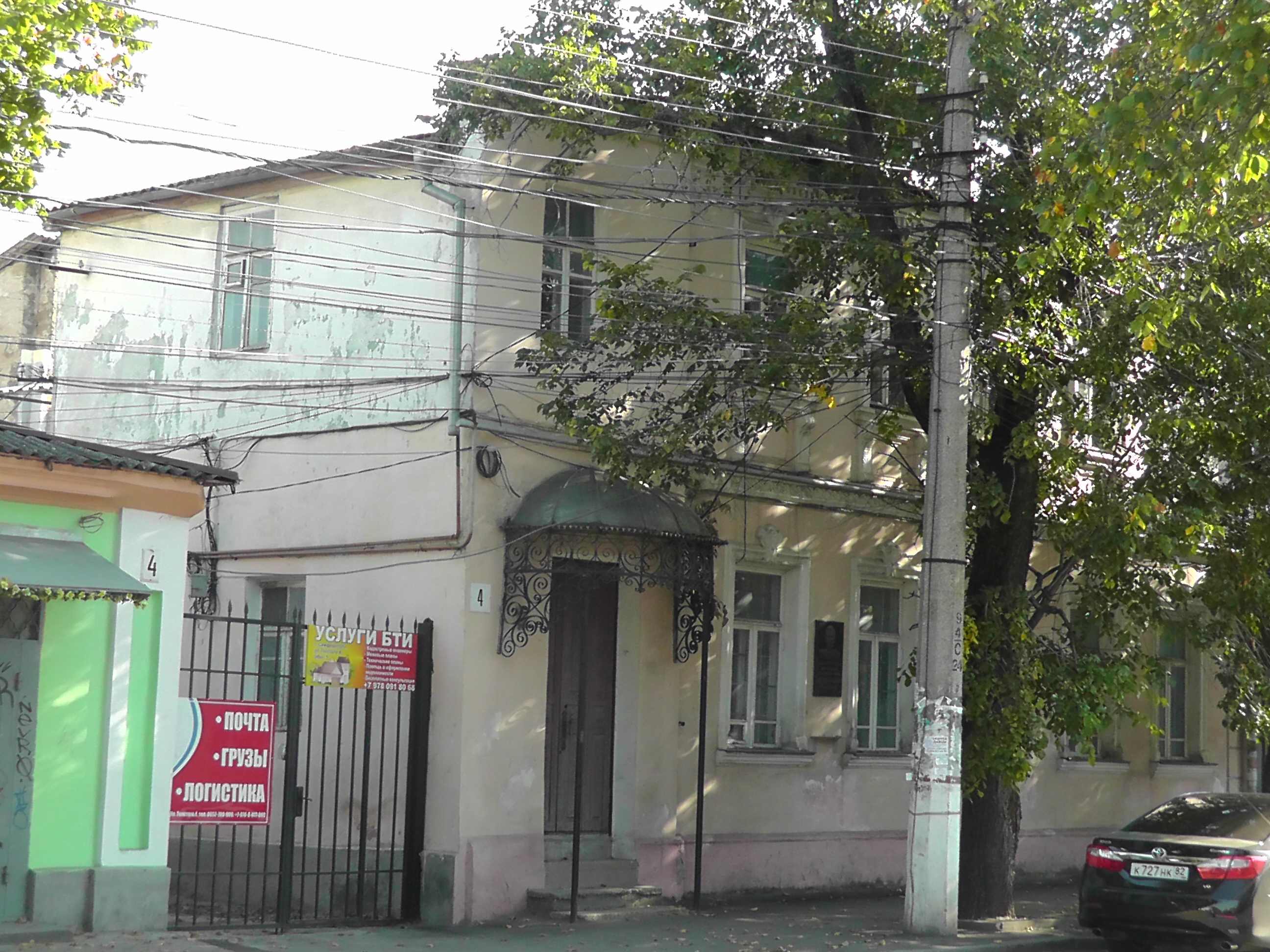
Дом № 4

Первоначально улица называлась Слободской. В марте 1904 года при жизни писателя Льва Толстого улицу Слободскую, на которой он проживал, переименовали в его честь.
В 2017 году председатель Комитета по строительству и жилищно-коммунальному хозяйству Государственного Совета Республики Валерий Аксёнов анонсировал строительство ливневой канализации на улице в следующем году.
C 1 октября до 15 ноября 2019 года улица была перекрыта в связи с ремонтом моста через реку Салгир.

## Здания и сооружения
- № 4 — дом, в котором проживал Лев Толстой[5].  Объект культурного наследия народов РФ регионального значения. Рег. № 911710989490005 (ЕГРОКН)
- № 15 — здание Симферопольского городского совета (построен в 1980)[2]. КрымНИИпроект, Мастерская архитектора А. А. Полегенького [6]